# Demokratiska partiet i Moldavien
Moldaviens demokratiska parti (moldaviska: Partidul Democrat din Moldova, PDM, ryska: Демократи́ческая па́ртия Молдо́вы, Demokratitjeskaja partija Moldovy) är ett socialdemokratiskt parti i Moldavien, bildat av Dumitru Diacov 1997 som För ett demokratiskt och blomstrande Moldavien (FDPM). Partiledare är Marian Lupu. Partiet är medlem i Socialistinternationalen och Europeiska socialdemokratiska partiet. Dumitru Diacov var partiets ordförande mellan 1997 och 2009 och blev därefter hedersordförande.
FDPM hade sin konstituerande kongress den 8 februari 1997 där 860 deltagare från samtliga moldaviska städer deltog. Den 17 oktober 1998 höll man sin andra kongress då man vädjade till alla mittenpartier och sociala rörelser i landet att enas i ett gemensamt parti. Den 15 april 2000 omorganiserades FDPM till Moldaviens demokratiska parti. Mellan kongressen år 1998 och omrorganiseringen år 2000 ökade medlemsantalet från 8 000 till 25 000.
Vid parlamentsvalet 6 mars 2005 var partiet en del av valalliansen Demokratiskt Moldavien som erhöll 28,4 procent av rösterna och 34 av 101 platser i parlamentet. Själva partiet fick åtta platser. Efter valet upplöstes alliansen och istället bildades tre parlamentariska grupper. Den 10 februari 2008 gick Socialliberala partiet samman med PDM.
Efter parlamentsvalet i juli 2009 blev partiet en av krafterna inom Alliansen för europeisk integration tillsammans med Liberaldemokraterna (LDPM), Liberala partiet (LP) och Vårt Moldavien. År 2009 valdes Marian Lupu till ny ordförande för partiet. Lupu var tidigare ordförande för Moldaviska republikens kommunistiska parti och är en mycket populär politiker i landet. Han motiverade sitt beslut att gå över till PDM med att PDM "är det enda partiet som har uppvisagt politisk mognad och transparens och är redo för en generationsväxling".
I februari 2010 gick omkring 11 000 medlemmar från det mindre Socialdemokratiska partiet (PSD) över till PDM som ett led i Lupus försök att ena den moldaviska center-vänstern.